# Sergestes arachnipodus
Sergestes arachnipodus är en kräftdjursart som först beskrevs av Anastasio Cocco 1832.  Sergestes arachnipodus ingår i släktet Sergestes och familjen Sergestidae. Inga underarter finns listade i Catalogue of Life.